# Céryces
Les Céryces (grec moderne : Κήρυκες) sont une famille d'eupatrides aristocratique sacerdotale descendante de Cécrops par Pandrose, et de Céryx, fils d'Hermès.

## Histoire
À l'époque d'Homère, un céryx était un héraut de confiance qui portait des messages inviolables entre cités. Son rôle s'est étendu à la proclamation des réunions d'assemblées, à la récitation des prières publiques, immoler les victimes, de les arranger, de les couper par morceaux, et de verser le vin. Hermès, messager des dieux, était le patron protecteur des céryx, qui portaient le caducée, comme lui. Au Ve siècle av. J.-C., les familles des Philaïdes et des Alcméonides sont en concurrence avec les autres familles eupatrides de la cité, comme les Céryces ou les Eumolpides. Ces familles nouent parfois des alliances matrimoniales, mais elles se livrent également à de féroces luttes politiques pour le pouvoir et le prestige, luttes qui eurent une grande importance sur la vie et la carrière de Périclès.

## Politique
Leur rôle de héraut est bien défini, mais leur connait des archontes.

## Rôle dans la Cité
Leur symbole est appelé le « Cérycion ». Les Céryces faisaient la cuisine et immolaient les victimes lors des sacrifices ; ils sont attachés aux forces armées et au culte des Mystères d'Éleusis en tant que dadouques ; c'était l'un d'eux qui officiait en tant qu'épimélète depuis Solon.
En firent partie :
- Alcibiade, par son mariage avec Hipparété
- Andocide
- Hérode Atticus et son père

## Liens
- Athénée, Deipnosophistes [détail des éditions] (lire en ligne) (XIV, 23)
- Thucydide, La Guerre du Péloponnèse [détail des éditions] [lire en ligne] (VIII)
- Hérodote, Histoires [détail des éditions] [lire en ligne] (Livre I, 23)